# 約翰·H·諾克斯
约翰 H. 诺克斯 (英语：John H. Knox）是前任联合国人权与环境问题特别报告员。他从2012年至2018年担任该职位。 诺克斯现今是威克森林大学国际法律系的教授。

## 职位
- (1994-1998) 美国国务院法律顾问； 私人律师[2]。
- (1998-2006) 宾夕法尼亚州立大学教授。
- (2002–2005) 为数北美洲环境组织名录提供法律咨询。
- (2006-  ) 威克森林大学法学院讲师。
- (2008–2012) 马尔代夫政府法律顾问。
- (2012-2015) 联合国人权理事会环境人权专家。
- (2015-2018) 联合国人权与环境问题特别报告员

## 教育
他于1987年获得斯坦福大学法学学位，  并于1984年获得莱斯大学的经济学和英语学士学位。